# Bremen Buccaneers
I Bremen Buccaneers sono stati una squadra di football americano di Brema, in Germania, fondata nel 1986. Hanno chiuso nel 1996.

## Dettaglio stagioni

### Tornei nazionali

#### Campionato

##### Bundesliga
| Stagione | regular season | regular season | regular season | regular season | regular season | regular season | playoff | playoff | playoff | playoff | playoff | playoff   | playoff    |
|          | Vin            | Par            | Per            | Tot            | PF             | PS             | Vin     | Per     | Tot     | PF      | PS      | risultato | avversaria |
| -------- | -------------- | -------------- | -------------- | -------------- | -------------- | -------------- | ------- | ------- | ------- | ------- | ------- | --------- | ---------- |
| 1989     | 3              | 0              | 7              | 10             | 116            | 401            | -       | -       | -       | -       | -       | -         | -          |
| 1990     | 0              | 0              | 10             | 10             | 14             | 413            | -       | -       | -       | -       | -       | -         | -          |
| Totale   | 3              | 0              | 17             | 20             | 120            | 814            | -       | -       | -       | -       | -       |           |            |

Fonti: Enciclopedia del Football - A cura di Roberto Mezzetti

##### 2. Bundesliga
| Stagione | regular season | regular season | regular season | regular season | regular season | regular season | playoff | playoff | playoff | playoff | playoff | playoff   | playoff                 |
|          | Vin            | Par            | Per            | Tot            | PF             | PS             | Vin     | Per     | Tot     | PF      | PS      | risultato | avversaria              |
| -------- | -------------- | -------------- | -------------- | -------------- | -------------- | -------------- | ------- | ------- | ------- | ------- | ------- | --------- | ----------------------- |
| 1986     | 7              | 0              | 5              | 12             | 241            | 158            | -       | -       | -       | -       | -       | -         | -                       |
| 1987     | 7              | 0              | 3              | 10             | 349            | 189            | -       | -       | -       | -       | -       | -         | -                       |
| 1988     | 9              | 1              | 0              | 10             | 266            | 126            | 2       | 0       | 2       | 56      | 23      | Promossi  | Recklinghausen Chargers |
| 1994     | 9              | 0              | 3              | 12             | 304            | 150            | -       | -       | -       | -       | -       | -         | -                       |
| 1995     | 7              | 1              | 4              | 12             | 272            | 215            | -       | -       | -       | -       | -       | -         | -                       |
| 1996     | 6              | 0              | 6              | 12             | 334            | 242            | -       | -       | -       | -       | -       | -         | -                       |
| Totale   | 45             | 2              | 21             | 68             | 1766           | 1080           | 2       | 0       | 2       | 56      | 23      |           |                         |

Fonti: Enciclopedia del Football - A cura di Roberto Mezzetti

##### Regionalliga
| Stagione | regular season | regular season | regular season | regular season | regular season | regular season | playoff | playoff | playoff | playoff | playoff | playoff   | playoff    |
|          | Vin            | Par            | Per            | Tot            | PF             | PS             | Vin     | Per     | Tot     | PF      | PS      | risultato | avversaria |
| -------- | -------------- | -------------- | -------------- | -------------- | -------------- | -------------- | ------- | ------- | ------- | ------- | ------- | --------- | ---------- |
| 1992     | 4              | 0              | 6              | 10             | 143            | 311            | -       | -       | -       | -       | -       | -         | -          |
| 1993     | 2              | 1              | 5              | 8              | 115            | 134            | -       | -       | -       | -       | -       | -         | -          |
| Totale   | 6              | 1              | 11             | 18             | 258            | 445            | -       | -       | -       | -       | -       |           |            |

Fonti: Enciclopedia del Football - A cura di Roberto Mezzetti

##### Verbandsliga
| Stagione | regular season | regular season | regular season | regular season | regular season | regular season | playoff | playoff | playoff | playoff | playoff | playoff   | playoff    |
|          | Vin            | Par            | Per            | Tot            | PF             | PS             | Vin     | Per     | Tot     | PF      | PS      | risultato | avversaria |
| -------- | -------------- | -------------- | -------------- | -------------- | -------------- | -------------- | ------- | ------- | ------- | ------- | ------- | --------- | ---------- |
| 1991     | 4              | 1              | 1              | 6              | 142            | 97             | -       | -       | -       | -       | -       | -         | -          |
| Totale   | 4              | 1              | 1              | 6              | 142            | 97             | -       | -       | -       | -       | -       |           |            |

Fonti: Enciclopedia del Football - A cura di Roberto Mezzetti

##### Landesliga
| Stagione | regular season | regular season | regular season | regular season | regular season | regular season | playoff | playoff | playoff | playoff | playoff | playoff   | playoff    |
|          | Vin            | Par            | Per            | Tot            | PF             | PS             | Vin     | Per     | Tot     | PF      | PS      | risultato | avversaria |
| -------- | -------------- | -------------- | -------------- | -------------- | -------------- | -------------- | ------- | ------- | ------- | ------- | ------- | --------- | ---------- |
| 1996     | 2              | 0              | 10             | 12             | 102            | 416            | -       | -       | -       | -       | -       | -         | -          |
| Totale   | 2              | 0              | 10             | 12             | 102            | 416            | -       | -       | -       | -       | -       |           |            |

Fonti: Enciclopedia del Football - A cura di Roberto Mezzetti

##### Aufbauliga
| Stagione | regular season | regular season | regular season | regular season | regular season | regular season | playoff | playoff | playoff | playoff | playoff | playoff   | playoff    |
|          | Vin            | Par            | Per            | Tot            | PF             | PS             | Vin     | Per     | Tot     | PF      | PS      | risultato | avversaria |
| -------- | -------------- | -------------- | -------------- | -------------- | -------------- | -------------- | ------- | ------- | ------- | ------- | ------- | --------- | ---------- |
| 1995     | 0              | 0              | 2              | 2              | 0              | 30             | -       | -       | -       | -       | -       | -         | -          |
| Totale   | 0              | 0              | 2              | 2              | 0              | 30             | -       | -       | -       | -       | -       |           |            |

Fonti: Enciclopedia del Football - A cura di Roberto Mezzetti